# Криворожский экономический институт
Криворожский экономический институт (КЭИ) — высшее учебное заведение, структурное подразделение Государственного университета экономики и технологий в городе Кривой Рог, Украина.

## Квалификация
Осуществляет подготовку специалистов по образовательно-квалификационному уровню бакалавра на базе полного общего среднего образования по учебным планам подготовки бакалавров и по образовательно квалификационному уровню специалист, магистр на базе высшего образования по учебным планам специалистов и программам магистров.

## История
Образован 13 июля 1966 года приказом Министерства торговли Украинской ССР об организации в городе Кривой Рог филиала Донецкого института советской торговли. Согласно постановлению № 548 Совета Министров УССР от 13 июля 1966 года вышел приказ об организации его вечерне-заочного филиала.
С мая 1977 года — филиал Киевского института народного хозяйства имени Д. С. Коротченко.
С 24 мая 2011 года — структурное подразделение Криворожского национального университета.
С 27 января 2016 года — структурное подразделение государственного высшего учебного заведения «Киевский национальный экономический университет имени Вадима Гетьмана».
19 февраля 2020 года объединён с Криворожским металлургическим институтом Национальной металлургической академии Украины и четырьмя колледжами в Государственный университет экономики и технологий.

## Персоналии

### Директора
- Кучеренко Альберт Иосифович (1966—1967);
- Михайлов Евгений Павлович (1967—1975);
- Потапенко Неонила Тихоновна (1975);
- Панчук Анатолий Григорьевич (1975—1983);
- Осадчук Григорий Степанович (1983—2003);
- Нечаев Василий Павлович (2003—2006);
- Мазурок Пётр Петрович (2006—2012);
- Турило Анатолий Михайлович (2012—2015);
- Шайкан Андрей Валерьевич (с 2015).